# Martin Petrov (joueur d'échecs)
Pour les articles homonymes, voir Petrov et Martin Petrov.
Martin Petrov est un joueur d'échecs bulgare né le 3 octobre 2000.
Au 1er mai 2022, Martin Petros est le troisième joueur bulgare avec un classement Elo de 2 545 points.

## Biographie et carrière
Grand maître international depuis 2022, il a remporté le championnat de Bulgarie d'échecs en 2020 avec 7 points sur 9.
En février 2022, il finit 1er-2e du tournoi de MI de Clichy avec 7,5 points sur 9.
Martin Petrov a représenté la Bulgarie lors de l'Olympiade d'échecs de 2016, marquant 1,5 point sur 7 comme échiquier de réserve.